# Halsted Kirke
Halsted Kirke ligger ved Halsted Kloster i Halsted Sogn, Lolland-Falsters Stift på Lolland.